# ATP de Dallas
O ATP de Dallas – ou Dallas Open, atualmente – é um torneio de tênis profissional masculino, de nível ATP 500.
Realizado em Frisco, no estado do Texas, nos Estados Unidos, estreou em 1983, durou uma edição, enfrentou longo hiato e retornou em 2022. Os jogos são disputados em quadras duras cobertas durante o mês de fevereiro.
Em 2025, sofreu profundas mudanças, da promoção a ATP 500 a mudança de sede: foi para o Ford Center at The Star, conhecido como centro de treinamento do Dallas Cowboys, em Frisco, ao norte do estado. Até então, ocorria em Dallas.

## Finais

### Simples
| Ano                                     | Campeão          | Vice-campeão    | Resultado         |
| --------------------------------------- | ---------------- | --------------- | ----------------- |
| 2025                                    | Denis Shapovalov | Casper Ruud     | 7–65, 6–3         |
| 2024                                    | Tommy Paul       | Marcos Giron    | 7–63, 5–7, 6–3    |
| 2023                                    | Wu Yibing        | John Isner      | 46–7, 7–63, 7–612 |
| 2022                                    | Reilly Opelka    | Jenson Brooksby | 7–65, 7–63        |
| Torneio não realizado entre 2021 e 1984 |                  |                 |                   |
| 1983                                    | Andrés Gomes     | Brian Teacher   | 6–7, 6–1, 6–1     |

### Duplas
| Ano                                     | Campeões                          | Vice-campeões                     | Resultado         |
| --------------------------------------- | --------------------------------- | --------------------------------- | ----------------- |
| 2025                                    | Christian Harrison Evan King      | Ariel Behar Robert Galloway       | 7–64, 7–64        |
| 2024                                    | Max Purcell Jordan Thompson       | William Blumberg Rinky Hijikata   | 6–4, 2–6, [10–8]  |
| 2023                                    | Jamie Murray Michael Venus        | Nathaniel Lammons Jackson Withrow | 1–6, 7–64, [10–7] |
| 2022                                    | Marcelo Arévalo Jean-Julien Rojer | Lloyd Glasspool Harri Heliövaara  | 7–64, 6–4         |
| Torneio não realizado entre 2021 e 1984 |                                   |                                   |                   |
| 1983                                    | Nduka Odizor Van Winitsky         | Steve Denton Sherwood Stewart     | 6–3, 7–5          |